# .sl
.sl este un domeniu de internet de nivel superior, pentru Sierra Leone (ccTLD).